# Quiet inlet
Quiet inlet is het zesde muziekalbum van Food, het samenwerkingsverband van Thomas Strønen en Iain Ballamy. Het album dat op diverse plaatsen in Noorwegen is opgenomen werd afgemixt in de Rainbow Studio met niet alleen Jan Erik Kongshaug achter de knoppen, ook producent Manfred Eicher en Food zelf moesten er aan te pas komen. Quiet inlet in Food’s eerste album dat rechtstreeks door ECM Records werd uitgebracht, eerdere albums verschenen bij Rune Records een tijdje een sublabel van ECM. Het is de tweede plaat waarbij Nils Petter Molvaer speelt in plaats van de originele trompettist Arve Henriksen.
Alhoewel geen enkele compositie van de hand van Molvaer is, is zijn invloed op de muziek erg groot. De muziek is een mengeling van jazz, jazzrock en ambient, mede door de inbreng van Oostenrijkse gitarist Christian Fennesz.  

## Musici
Food:
- Thomas Strønen – slagwerk, percussie
- Iain Ballamy – sopraansaxofoon, tenorsaxofoon

met
- Nils Petter Molvaer – trompet, elektronica
- Christian Fennesz – gitaar, elektronica

## Muziek
| Nr. | Titel                              | Duur |
| --- | ---------------------------------- | ---- |
| 1.  | Tobiko (Viskuit van vliegende vis) | 7:08 |
| 2.  | Chimaera                           | 5:08 |
| 3.  | Mictyris                           | 5:41 |
| 4.  | Becalmed                           | 7:51 |
| 5.  | Cirrina                            | 6:16 |
| 6.  | Dweller                            | 6:26 |
| 7.  | Fathom                             | 8:39 |